# ショーン・フォンテーノ
ショーン・ダーネル・フォンテーノ（英: Shawn Darnell Fonteno、1968年4月8日 - ）は、アメリカ合衆国の俳優またはラッパーである。愛称はソロである。
ロックスター・ゲームスから発売されている『グランド・セフト・オートV』の主人公の1人のフランクリン・クリントン役として世界的に知られている。年下のいとことして『グランド・セフト・オート・サンアンドレアス』の主人公のカール・ジョンソン役のヤング・メイレイがいる。
また、ブレアと呼ばれる娘がいる。

## 概要
フォンテーノはアメリカ合衆国のカリフォルニア州、ロサンゼルスのワッツと呼ばれる場所で育った。2013年、ロックスター・ゲームから発売された『グランド・セフト・オートV』にて、主人公のフランクリン・クリントン役として出演し以降、世界的に名を知られる事になった。
2021年、『グランド・セフト・オートV』のオンラインモードの『グランド・セフト・オート オンライン』のDLCの「GTAオンライン: 契約」アップデートにて、本編から数年後のフランクリン・クリントンを再び演じた。

## 作品

### 映画
- スリー・ストライカーズ（2000年）
- ザ・ウォッシュ（2001年）
- グローハウス（2017年）

### ゲーム
- グランド・セフト・オート・サンアンドレアス - グローブストリートファミリーギャングメンバーの声（2004年）
- グランド・セフト・オートV - 主人公フランクリン・クリントン役（2013年）[6]
  - グランド・セフト・オート オンライン - フランクリン・クリントン役（2021年）